# Henryk Nielaba
Henryk Nielaba (Piotrowicach Śląskich, 5 settembre 1933) è un ex schermidore polacco, vincitore di una medaglia di bronzo nella scherma ai giochi olimpici.